# Југословенско краљевско ратно ваздухопловство у Априлском рату
25. марта. 1941. године председник владе Краљевине Југославије, Драгиша Цветковић потписао је приступање Југославије Тројном пакту што је изазвало бурне реакције широм земље. Незадовољство у народу је кулминирало масовним демонстрацијама у Београду и другим већим градовима које су свој врхунац достигле 27. марта 1941. године. Истог дана, група пробритански оријентисаних официра ЈКРВ, предвођена генералом Душаном Симовићем извршила је пуч у којем је оборена влада Цветковић-Мачек. Међутим, нова влада је одмах по ступању на власт изјавила да гарантује извршење свих обавеза проистеклих из међународних уговора укључујући и обавезе преузете приликом приступања Тројном пакту. У складу са оваквим ставом влада генерала Симовића одлучила је да не објави општу мобилизацију већ тзв. опште активирање (тајна мобилизација) које је требало да почне 3. априла.
Испровоциран догађајима од 27. марта 1941. год. Адолф Хитлер издао је наредбу за напад на Југославију. У складу са тим немачка врховна команда израдила је план напада на Краљевину Југославију који је носио назив „Директива бр. 25“. 
План је предвиђао напад немачких снага из Аустрије и Бугарске у правцу ка Београду. Немачке снаге које је требало да изврше напад из правца Бугарске имале су нарочито важан задатак да одсеку одступницу војсци краљевине Југославије и онемогуће њено спајање са грчком војском и формирање заједничког фронта.
Напад је почео око 05.00 часова 6. априла 1941. године када је немачко ваздухопловство бомбардовало војне аеродроме код Скопља, Куманова, Ниша, Загреба и Брежица. У 06.30 почео је напад немачког ваздухопловства на Београд. Југословенско краљевско ратно ваздухопловство прво се супротставило бројчано надмоћнијем непријатељу. Југословенски пилоти који су бранили небо изнад Београда показали су изузетну храброст и пожртвовање што је изазвало дивљење и код самог непријатеља. Југословенски бомбардерски пукови су у више наврата успешно бомбардовали немачке оклопне колоне које су напредовале из правца Бугарске. На самом почетку рата југословенски бомбардерски пукови извршили су напад и на неколико непријатељских аеродрома на територији Бугарске, Мађарске па чак и Аустрије. Упркос издајству дела Хрватских и Словеначких пилота које није заобишло ни ЈКРВ, летачко особље састављено од официра и подофицира свих националности извршавало је беспрекорно своју дужност гинући у неравноправној борби са надмоћнијим непријатељем. Мало је позната чињеница да су самоубилачке нападе на противничке авионе, који су иначе у току Другог светског рата првобитно били приписани руским пилотима, први пут извели југословенски пилоти током Априлског рата. Несебичан допринос одбрани неба над Краљевином Југославијом дала је и противавионска одбрана чију су ефикасност имали прилике да осете на својој кожи и неки он најпознатијих немачких пилота асови. Авион Ханс Јоакима Марсеја погођен је приликом напада у бришућем лету на аеродром Лајбах на југословенској територији, али је успео да се врати у базу, док је авион немачког аса и носиоца Витешког крста Херберта Илефелда оборен изнад нишког аеродрома дејством против-ваздушне одбране.
Иако херојски, отпор ЈКРВ је брзо утихнуо. Захваљујући издајству и петој колони која је са земље наводила немачке авионе, помоћна летишта наше авијације су постепено уништавана. 
Оно мало авиона што је преостало уништиле су њихове посаде да не би пали непријатељу у руке. Неки од ваздухопловаца покушали су да прелете у СССР и Грчку не би ли наставили борбу, али је највећи део изгинуо у авионским несрећама због изузетно лоших временских услова. Они који су успели, наставили су са борбом у склопу савезничких ваздухопловних снага.
17. априла 1941. год. Александар Цинцар-Марковић, министар иностраних послова оборене владе и генерал Радивоје Јанковић потписали су безусловну капитулацију. Сходно одредбама безусловне капитулације, борбена дејства су окончана 18. априла 1941. године тачно у 12.00 часова.

## Припреме за рат
Југословенско краљевско ратно ваздухопловство је било једини род војске краљевине Југославије који је почетак Априлског рата дочекао у пуном саставу и у стању приправности. Тајном мобилизацијом која је почела 12. марта 1941. године ваздухопловне јединице запоселе су 23 ратна аеродрома и летишта предвиђена ратним планом „Р-41“. Према овом ратном плану ваздухопловство је имало следеће ратне задатке: ваздушна одбрана југословенске територије с циљем спречавања дејства непријатељске авијације; ваздушни напади на противничке аеродроме, концентрације трупа, железничке и друмске комуникације у пограничним зонама; ваздушна подршка операцијама југословенске војске и ратне морнарице.
Међутим, приликом израде ратног плана „Р-41“ ратни задаци ЈКРВ одређени су у складу са бројем авиона који су били предвиђени за набавку планом модернизације ваздухопловства. Према овом плану број ловачки авиона је уместо постојећих 142 требало да буде 558, док је број бомбардера уместо постојећих 147 требало да износи 590. Број авиона у наоружању ЈКРВ ни издалека није био довољан за извршавање ратних задатака предвиђених планом „Р-41“.
Одбрамбени напори ЈКРВ додатно су отежани чињеницом да је 3. априла ваздухопловни капетан Валтер Крен пребегао авионом Потез-25, у Беч, где се ставио на располагање команданту немачке 4. ваздушне флоте генерал-пуковнику Александру Леру. Непријатељу је предао комплетне планове мобилизацијских зборишта и распоред ратних аеродрома.
2. априла 1941. године на аеродром Ваздухопловно-техничког завода у Краљеву слетео је немачки авион Месершмит Ме-110. Приликом саслушања, посада авиона је изјавила да је авион полетео 1. априла са Бечког аеродрома и да је преко Блатног језера летео у правцу ка Турн Северину али да је због невремена залутао и дошао до Београда. Одатле је продужио на југ и дошао до Косовске Митровице, а затим се долином реке Ибра вратио до Краљева и спустио се на аеродром у Краљеву. О овом догађају који је представљао јасну потврду присуства јединица немачке Луфтвафе на аеродромима суседних земаља, обавештено је Ђенералштабно одељење Министарства војске и морнарице.
Команда ЈКРВ је због сталних извештаја о повреди ваздушног простора од стране немачких и италијанских извиђачких авиона као и о концентрацији непријатељских трупа у пограничном појасу била у потпуности свесна предстојећег напада на Краљевину Југославију. С обзиром на пробританску оријентацију командног кадра ваздухопловства као и на њихове везе са Британском обавештајном службом, постоје индиције да је команда ЈКРВ имала поуздане обавештајне податке о тачном датуму немачког напада. У складу са тиме неке од јединица ЈКРВ дочекале су 6. април у стању пуне борбене приправности.

## Ратни распоред ЈКРВ
Према ратном плану „Р-41“ јединице ЈКРВ су биле организоване на следећи начин:

### Оперативно ваздухопловство
- Команда оперативног ваздухопловства
- Прва ваздухопловна ловачка бригада
- Друга ваздухопловна мешовита бригада
- Трећа ваздухопловна мешовита бригада
- Четврта ваздухопловна мешовита бригада
- 81. бомбардерска група
- 11. ваздухопловна група за даље извиђање
- Самостална ловачка ескадрила

### Армијско ваздухопловство
- 1. ваздухопловна извиђачка група
- 2. ваздухопловна извиђачка група
- 3. ваздухопловна извиђачка група
- 4. ваздухопловна извиђачка група
- 5. ваздухопловна извиђачка група
- 6. ваздухопловна извиђачка група
- 7. ваздухопловна извиђачка група
- Самостална извиђачка ескадрила

### Поморско ваздухопловство
- 1. хидропланска команда
- 2. хидропланска команда
- 3. хидропланска команда
- Поморска ваздухопловна школа

## Дејства јединица ЈКРВ током Априлског рата

### Задаци и борбена дејства Прве ваздухопловне ловачке бригаде
Прва ваздухопловна ловачка бригада је била најјача јединица ЈКРВ. Њено наоружање било је сачињено од модерних ловачких авиона. Шести ловачки пук био је наоружан са 37 авиона Месершмит Ме-109Е и 6 авиона домаће производње ИК-3, док је Други ловачки пук био наоружан са 19 авиона Месершмит Ме-109Е и 15 авиона Хокер харикен.
Задатак Прве ваздухопловне ловачке бригаде био је да спречава дејства непријатељске авијације изнад територије Војводине, северног дела централне Србије, источне Босне и источне Славоније. Најважнији задатак ове ловачке бригаде била је заштита југословенске престонице Београда као и важних индустријских центара као што су Краљево, Крагујевац, Чачак и Крушевац. Оперативна зона дејства бригаде била је: јужно од линије Вршка Чука-Озрен-Јастребац-Копаоник-Сјеница-Пљевља-Фоча, а западно до линије Доњи Михољац-Босански Шамац-Тузла-Рогатица-Фоча.
- Борбена дејства Шестог ловачког пука
- Борбена дејства Другог ловачког пука

### Задаци и борбена дејства Друге ваздухопловне мешовите бригаде
Друга ваздухопловна мешовита бригада била је сачињена од Четвртог ловачког пука који је био наоружан са 18 ловачких авиона Хокер харикен и 8 ловачких авиона домаће производње ИК-2 и Осмог бомбардерског пука који је био наоружан са 24 бомбардера Бристол Бленхајм.
Задатак Друге ваздухопловне мешовите бригаде био је следећи: Четврти ловачки пук имао је задатак да спречава дејство непријатељске авијације изнад територије Босне, Хрватске и Словеније као и да пружа ловачку пратњу авионима Осмог бомбардерског пука; Осми бомбардерски пук имао је задатак да нападне немачке аеродроме, концентрације трупа, железничке и друмске комуникације у пограничној зони Аустрије и западне Мађарске. Зона дејства Друге ваздухопловне мешовите бригаде била је: источно до линије Доњи Михољац-Босански Шамац-Тузла-Рогатица, а јужно до линије Рогатица-Сарајево-Бугојно-Дрвар-Оточац-Сењ.
- Борбена дејства Четвртог ловачког пука
- Борбена дејства Осмог бомбардерског пука

### Задаци и борбена дејства Треће ваздухопловне мешовите бригаде
Трећа ваздухопловна мешовита бригада била је сачињена од Петог ловачког пука који је био наоружан са 30 ловачких авиона Хокер фјури и Трећег бомбардерског пука који је био наоружан са 60 бомбардера Дорније До-17К.
Трећа ваздухопловна мешовита бригада имала је задатак да са Трећим бомбардерским пуком нападне немачке аеродроме, концентрације трупа, железничке и друмске комуникације у пограничној зони Бугарске, јужно од планине Балкан; затим, да са Петим ловачким пуком спречава дејство непријатељске авијације изнад територије Македоније и јужне Србије, штити Ниш и Скопље, и подржава операције Трећег бомбардерског пука. Зона дејства је била: јужно од линије Вршка чука-Озрен-Јастребац-Копаоник-Мокра планина-Проклетије.
- Борбена дејства Петог ловачког пука
- Борбена дејства Трећег бомбардерског пука

### Борбена дејства Самосталне ловачке ескадриле
Пилот Самосталне ловачке ескадриле са аеродрома Косор код Мостара, капетан II класе Данило Грбић, наставник треће пилотске школе, 6. априла угледавши формацију бомбардера како прелеће Мостар у правцу Сарајева, састављену од немачких авиона Јункерс Ју 88 борбеног крила Jagdgeschwader 54, долетелих са југа Италије, без наређења полетео је у једном од два преостала харикена, пресревши их, али је оборен од ловаца из пратње изнад Борачког језера. Грбић је рањен, искочио падобраном из изрешетаног и запаљеног авиона. Издахнуо је у близини Трнова.
За одбрану Подгорице било је на располагању три авиона Месершмит Bf 109, два Хокер харикена и два Авиа БХ-33. У одбрани су учествовали п.поручник Миленко М. Миливојевић и наредник Ђорђе Б. Цветковић.

## Типови авиона у наоружању ЈКРВ у Априлском рату

### Ловачки авиони
- Авиа БХ-33
- Хокер фјури
- Хокер харикен
- ИК-2
- ИК-3
- Месершмит Bf 109
- Потез-63

### Бомбардери
- Бреге XIX
- Дорније До-17
- Бристол Бленхајм
- Савоја Маркети СМ.79
- Капрони Ца-310

### Хидроавиони
- Дорније До-22
- Рогожарски СИМ-XII-Х
- Рогожарски СИМ-XIV-Х

### Школски авиони и авиони за везу
- Потез XXV
- Физир ФН
- Физелер Фи-156
- Рогожарски ПВТ
- Рогожарски Р-100
- Месершмит БФ-108 Тајфун
- Рогожарски Бруцош
- Аеро-2

## Пилоти који су имали успех у обарању авиона
| Име и презиме                    | Чин пилота                   | Оборио авиона | Посебно |
| Божидар Костић                   | Потпуковник                  | 2             |         |
| Стеван Крајиновић                | Капетан прве класе           | 1             |         |
| Милан Стојановић                 | Поручник                     | 1             |         |
| Данило Ђорђевић                  | Мајор                        | 1             |         |
| Илија Влајић                     | Капетан прве класе           | 1             |         |
| Михо Клавора                     | Капетан прве класе           | 2             | Погинуо |
| Бојан Пресечник                  | Поручник                     | 1             | Рањен   |
| Добрица Новаковић                | Потпоручник                  | 1             | Погинуо |
| Јован Капешић                    | Потпоручник                  | 2             | Погинуо |
| Бранислав Тодоровић              | Нижи војно-технички чиновник | 1             | Погинуо |
| Владимир Горуп                   | Наредник - водник            | 1             | Погинуо |
| Боривоје Марковић                | Капетан прве класе           | 1             |         |
| Васа Коларов                     | Поручник                     | 1             | Рањен   |
| Миливоје Бошковић                | Наредник                     | 1             | Погинуо |
| Милутин Гроздановић              | Капетан прве класе           | 1             | Рањен   |
| Милисав Великић                  | Капетан                      | 1             |         |
| Ђорђе Кешљевић                   | Поручник                     | 1             |         |
| Миодраг Алексић                  | Потпоручник                  | 2             |         |
| Милош Жуњић                      | Капетан прве класе           | 1             | Погинуо |
| Милан Жуњић\| Чин пилота - ловца | Капетан прве класе           | 1             |         |
| Михаило Николи                   | Капетан                      | 1             | Рањен   |
| Миодраг Бошковић                 | Потпоручник                  | 2             | Рањен   |
| Ђорђе Стојановић                 | Потпоручник                  | 3             | Рањен   |
| Карло Штрбенк                    | Наредник - водник            | 1             | Погинуо |
| Вукадин Јелић                    | Наредник                     | 1             |         |
| Тодор Гогић                      | Капетан прве класе           | 2             |         |
| Душан Борчић                     | Потпоручник                  | 2             | Погинуо |
| Милисав Семиз                    | Наредник                     | 4             |         |
| Душан Вујичић                    | Наредник                     | 3             |         |
| Саво Пољанац                     | Капетан прве класе           | 1             | Рањен   |
| Едуард Банфић                    | Нижи војно-технички чиновник | 1             | Рањен   |
| Драган Бојовић                   | Поручник                     | 1             | Рањен   |